# VfL Sindelfingen
Der VfL Sindelfingen ist ein deutscher Sportverein aus Sindelfingen in Baden-Württemberg.
Der Verein wurde 1862 gegründet und zählt mit 9.021 Mitgliedern (Stand 1. Januar 2024) zu den mitgliederstärksten Amateursportvereinen Baden-Württembergs. Er bietet 28 Fachsportabteilungen: Aikido, Badminton, Basketball, Behindertensport, Boule und Pétanque, Boxen, Fußball, Gewichtheben, Golf, Handball, Judo, Ju-Jutsu, Karate, Kegeln, Leichtathletik, Radsport, Schach, Schwimmen, Sportakrobatik, Taekwondo, Tanzen, Tauchen, Tennis, Tischfußball, Tischtennis, Triathlon, Turnen, Volleyball.

## Fußball Frauen
Ein Aushängeschild des Vereins war lange die Frauenfußballmannschaft, die zwischen 1990 und 1997, in der Saison 2005/06 und von 2012 bis 2014 in der Frauen-Bundesliga spielte. Die Trikots waren 2005 bei Heimspielen hellblau/weiß/hellblau oder blau/weiß/blau, bei Auswärtsspielen weiß/weiß/weiß oder rot/schwarz/rot. Im Februar 2017 wurde die Frauenfußballabteilung ausgegliedert und im März 2017 unter dem Namen „VfL Sindelfingen Ladies“ beim Amtsgericht im Vereinsregister eingetragen. Aktuell spielt die Mannschaft nach mehreren Abstiegen nur noch in der fünftklassigen Verbandsliga.

### Platzierungen seit 2003
| Saison  | Liga              | Platz   |
| ------- | ----------------- | ------- |
| 2003/04 | Regionalliga Süd  | 04/10 A |
| 2004/05 | 2. Bundesliga Süd | 04/10   |
| 2005/06 | Bundesliga        | 12/12   |
| 2006/07 | 2. Bundesliga Süd | 03/12   |
| 2007/08 | 2. Bundesliga Süd | 02/12   |
| 2008/09 | 2. Bundesliga Süd | 02/12   |
| 2009/10 | 2. Bundesliga Süd | 02/12   |
| 2010/11 | 2. Bundesliga Süd | 05/12   |
| 2011/12 | 2. Bundesliga Süd | 01/12   |
| 2012/13 | Bundesliga        | 11/12 B |
| 2013/14 | Bundesliga        | 12/12   |

| Saison  | Liga                       | Platz   |
| ------- | -------------------------- | ------- |
| 2014/15 | 2. Bundesliga Süd          | 08/12   |
| 2015/16 | 2. Bundesliga Süd          | 08/12   |
| 2016/17 | 2. Bundesliga Süd          | 04/12   |
| 2017/18 | 2. Bundesliga Süd          | 07/12 C |
| 2018/19 | Regionalliga Süd           | 11/14   |
| 2019/20 | Oberliga Baden-Württemberg | 02/12 D |
| 2021/22 | Oberliga Baden-Württemberg | 13/14   |
| 2022/23 | Verbandsliga Württemberg   | 06/13   |
| 2023/24 | Verbandsliga Württemberg   | 04/12   |
| 2024/25 | Verbandsliga Württemberg   | 0/12    |
| 2025/26 | Verbandsliga Württemberg   |         |

### Persönlichkeiten
- Christine Baitinger
- Jasmin Ballach
- Ann-Katrin Berger
- Anouschka Bernhard
- Sandra Betschart  N
- Theresa Betz
- Bianca Brösamle
- Eve Chandraratne
- Tanja Coblenzer
- Fabienne Dongus
- Tamar Dongus
- Jasmin Eder  N
- Nadine Enoch
- Gudrun Gottschlich
- Susanna Höller  N
- Carmen Holinka
- Merza Julević  N
- Kim Kulig
- Pascale Küffer  N
- Leonie Maier  N
- Natalia Mann  N
- Selina Nowak
- Ines Österle
- Alexandra Szarvas  N
- Lea Rädle
- Maximiliane Rall
- Tanja Rastetter
- Nadine Rolser
- Nicole Rolser
- Annika Schmidt
- Jana Spengler
- Elisabeth Tieber  N
- Ramona Treyer
- Alisa Vetterlein
- Anna Vidovenyecz  N
- Nicole Vuk  N
- Elke Walther
- Tanja Wörle

## Fußball Männer/Junioren
Die Herrenmannschaft des VfL Sindelfingen stieg 1950 in die 1. Amateurliga Württemberg auf, die damals oberste Amateurliga, und wurden als Neuling 1951 gleich Vizemeister. 1953 wurden sie gar souveräner Meister, verzichteten aber auf die Aufstiegsrunde zur 2. Liga Süd und nahmen stattdessen an der deutschen Amateurmeisterschaft teil. In den nächsten Jahren wurden die Plätze 4, 3, danach zweimal der 7. Platz erreicht, bevor es abwärtsging. Nach dreimal Platz 13 erreichte man 1961 wieder Platz 2 in der nunmehr zweigeteilten 1. Amateurliga Nordwürttemberg. In den nächsten vier Jahren wurde je zweimal Platz 7 und Platz 5 erreicht, bevor es danach mit Rängen zwischen 10 und 13 wieder etwas abwärtsging. Nach wechselhaften weiteren drei Jahren, in denen man zwischen Platz 5 und 12 pendelte, stieg der VfL 1973 aus der obersten Amateurliga, der damals dritthöchste Spielklasse im deutschen Männerfußball, ab. Seitdem konnte der VfL nie wieder in solch hohe Spielklassen aufsteigen, obwohl in den ersten Jahren nach dem Abstieg der Wiederaufstieg mehrmals nur knapp verpasst worden war.
Die 1. Herrenmannschaft des VfL Sindelfingen wurde in der Saison 2012/13 Meister in der Landesliga Württemberg, Staffel 3 und erreichte damit den Aufstieg in die Verbandsliga Württemberg. Dort hielt man sich allerdings nur eine Saison, während 2015 die sofortige Rückkehr in die Verbandsliga als Landesligameister der Staffel 3 gelang. 2023 musste man erneut aus der Verbandsliga absteigen.
Einer der größten Erfolge der Vereinsgeschichte war der Gewinn des WFV-Pokals 1970/71.

## Handball

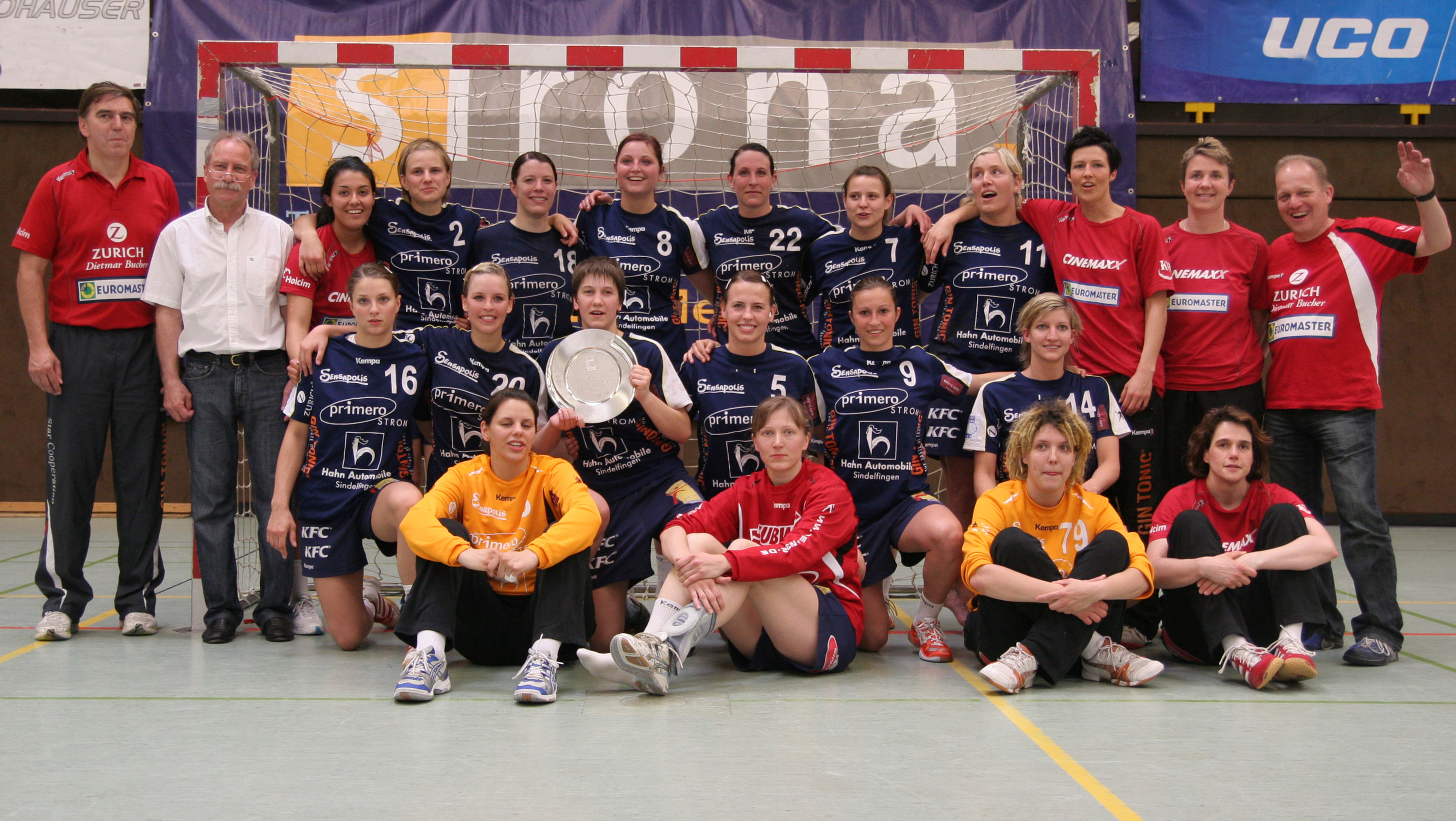
Die Handballmannschaft der Zweitliga-Saison 2008/09 am 16. Mai 2009 mit der Meisterschale

Die erste Frauenmannschaft wurde in der Saison 1986/1986 Meister und stieg in die 1. Liga auf. 1989/1990 stieg Sindelfingen wieder in die 2. Liga ab, wurde in der darauffolgenden Saison wieder Meister und stieg damit erneut in die 1. Liga auf.
Zur Saison 2008/2009 stieg man wieder in die 2. Bundesliga auf und wurde in dieser Saison auch gleich Meister. Durch den Gewinn des Aufstieg-Play-offs konnte man zusätzlich noch den Aufstieg in die 1. Bundesliga feiern. 2011 zog man sich dann aus der Bundesliga zurück.
Seit 2013 tritt der VfL mit der SV Böblingen als HSG Böblingen/Sindelfingen an.

### Platzierungen
- 1986/87 07. Platz
- 1987/88 06. Platz
- 1987/88 05. Platz
- 1988/89 11. Platz (Abstieg)
- 1991/92 06. Platz (Südstaffel)
- 1992/93 09. Platz
- 1993/94 14. Platz (Abstieg)
- 2008/09 01. Platz (2. Bundesliga Süd)
- 2009/10 10. Platz

## Gewichtheben
Die Gewichtheberstaffel des VfL Sindelfingen hebt derzeit (Stand: Saison 2023/24) in der Baden-Württembergischen Landesliga Mitte. In der Saison 2017/18 wurde sie Landesligameister.

## Schwimmen
Die Herrenmannschaft des VfL Sindelfingen  startet in der 1. Bundesliga Schwimmen, wo sie zuletzt den dritten Rang erreichte (2005). Die Damenmannschaft schwimmt in der 2. Bundesliga Süd.
Die bekanntesten Schwimmer des Vereins sind Dominique Lendjel (Deutscher Meister über 200 m Lagen; † 2018), Paul Kutscher (Olympiateilnehmer 2004 für Uruguay) und Reiner Schneider (Dritter der Deutschen Meisterschaften 2006 über 200 m Brust und Teilnehmer der Weltmeisterschaften 2003).
Die 4 × 100-m-Lagenstaffel (Dominique Lendjel, Reiner Schneider, Martin Kutscher, Paul-Alexander Kutscher) gewann bei den Deutschen Schwimmmeisterschaften 2007 in einer Zeit von 3:44,75 Minuten den deutschen Meistertitel.

## Leichtathletik

Älteres Vereinswappen

Der VfL ist in Baden-Württemberg einer der stärksten Leichtathletik-Vereine. Insbesondere Jan Schneider über 400 Meter Hürden (3. der deutschen Bestenliste; 1. der baden-württembergischen), Sven-Eric Hahn mit der Kugel (5. der deutschen Bestenliste; 1. der baden-württembergischen) und beim Diskuswurf (10. in Deutschland; 1. der baden-württembergischen Bestenliste) und der Speerwerfer Stefan Wenk (2. der deutschen und baden-württembergischen Bestenlisten) sind die herausragenden männlichen Athleten.
Bei den Frauen ist Tina Klein über 100 Meter Hürden, welche die drittbeste Leistung deutschlandweit 2006 lief (Sie ist damit 1. der baden-württembergischen Bestenliste), die herausragende Athletin.
Bei den Deutschen Leichtathletik-Hallenmeisterschaften 2013 wurde Lisa Steinkamp Deutsche Meisterin im Weitsprung mit einer Weite von 6,38 Meter.

## Tischtennis
Der VfL Sindelfingen spielte mit seiner Tischtennis-Damenmannschaft Ende der 1980er Jahre in der 2. Bundesliga. Eine bekannte Spielerin war Tünde Nemes, die Schwester von Olga Nemes. In der Saison 2007/2008 spielt die 1. Damenmannschaft in der Verbandsliga Württemberg-Hohenzollern.

## Badminton
Die Badmintonabteilung des VfL Sindelfingen wurde 1956 gegründet. Durch Karin Hökel-Rüsseler und Rolf Rüsseler wurden für den Verein 1990 bzw. 1992 zwei deutsche Meistertitel in der Kategorie O32 errungen. Die Mannschaften des VfL spielen derzeit in der Württemberg-Liga und der Landesliga.

## Schach
Die Schachabteilung des VfL Sindelfingen gehörte 1974/75 zu den Gründungsmitgliedern der viergleisigen Bundesliga, stieg aber direkt ab. 1977 gelang der Wiederaufstieg, nachdem man sich 1978 als Dritter der Bundesliga Süd behaupten konnte, folgte 1979 der erneute Abstieg. 1981 stiegen die Sindelfinger in die mittlerweile eingleisige Bundesliga auf, um direkt wieder abzusteigen. 1983 gelang die direkte Rückkehr in die 1. Liga, der erneut der Abstieg folgte. Nach dem Aufstieg 1985 blieben die Sindelfinger bis 1993 in der 1. Bundesliga, als man sich trotz einen Mittelfeldplatzes freiwillig in die 2. Bundesliga zurückzog. Aktuell (Saison 2010/11) spielt die Schachabteilung des VfL Sindelfingen in der Landesliga Stuttgart. Zu den bekanntesten Mitgliedern der Schachabteilung des VfL Sindelfingen gehörten Klaus Darga, Thomas Luther, Dieter Mohrlok und Christian Gabriel.

## Volleyball
Die Volleyball-Männer spielten in der Saison 1982/83 in der Ersten Bundesliga. Heute spielen die Männer in der Regionalliga Süd. Außerdem gibt es zwei weitere Männer-, zwei Frauen-, zwei Mixed- und zahlreiche Jugendmannschaften beim VfL Sindelfingen.